# Cultura de l'àmfora globular

Extensió aproximada de la cultura de la ceràmica cordada amb les cultures adjacents del III mil·lenni aC, com la cultura de les àmfores globulars, la Baden i la cultura de Yamna.D'acord amb informació de la EIEC (Encyclopedia of Indo-European Culture).

La Cultura de l'àmfora globular (ca. 3400 aC - 2800 aC) és una cultura arqueològica que encobreix l'àrea central ocupada per la cultura de la ceràmica cordada. Cap al sud i l'oest feia frontera amb la cultura de Baden i al nord-est amb la de Narva. Ocupava gran part de l'àrea de l'anterior cultura dels vasos d'embut. El nom va ser encunyat per Gustaf Kossina a causa de la terrissa característica d'aquesta cultura, àmfores amb forma globular, amb dues o quatre nanses.

## Extensió

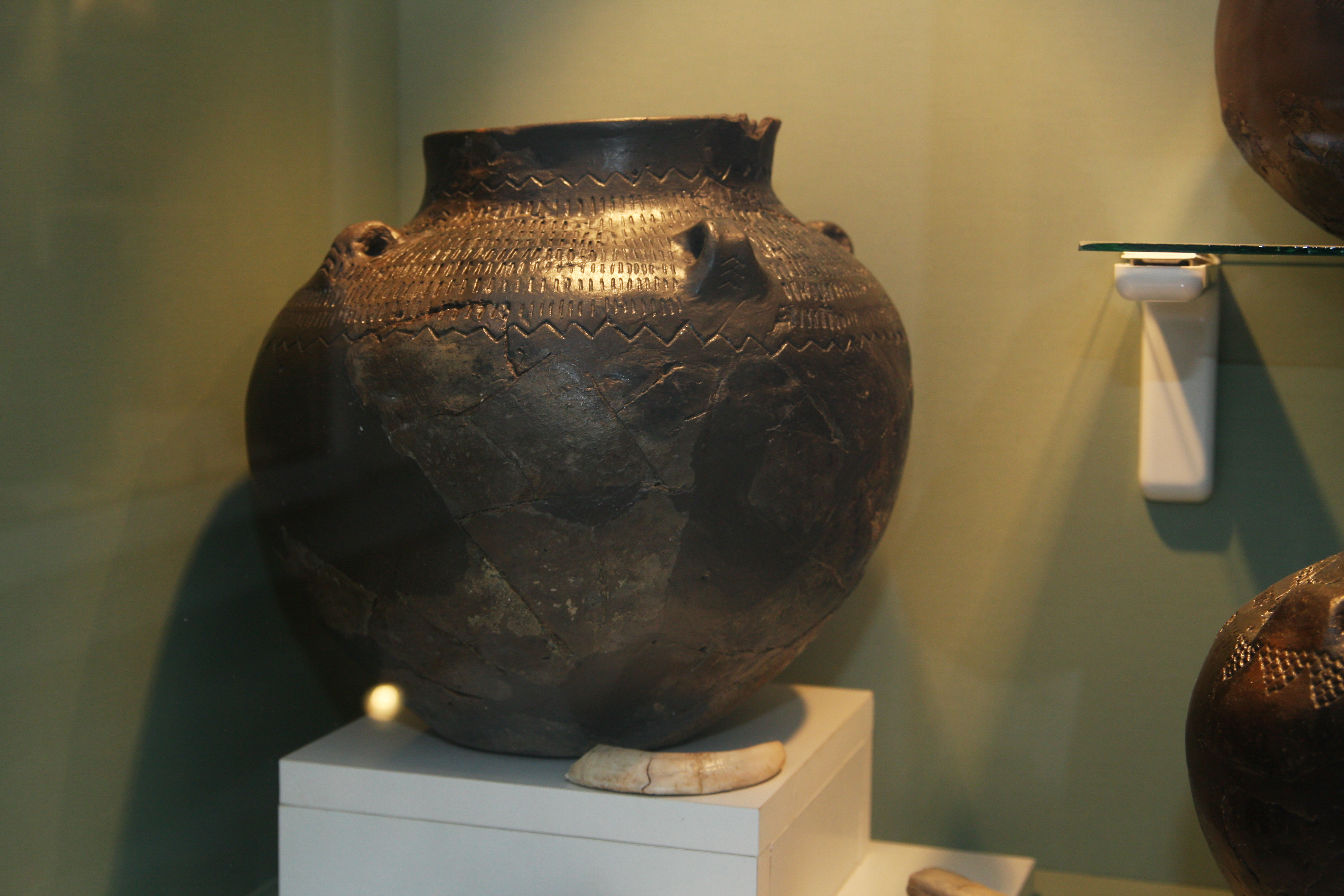
Una típica àmfora globular

Estava situada a l'àrea definida per la conca del riu Elba a l'oest i la del Vístula a l'est, estenent-se cap al sud fins al curs mitjà del Dnièster i cap a l'est fins al Dniéper. A l'oest de l'Elba s'han trobat algunes àmfores globulars en tombes megalítiques. Les troballes d'aquesta cultura a l'estepa s'acostumen a atribuir a una expansió posterior (2950-2350 aC) des d'un centre a Volínia i Podòlia.

## Economia
L'economia estava basada en la cria d'una varietat de bestiar, particularment porcs a la seva fase inicial, cosa que la diferencia de la dels vasos d'embut, que preferia el bestiar boví. Els assentaments estan escampats. No s'ha excavat encara cap casa demostrativa que pugui servir com a model convincent. Se suggereix que alguns d'aquests assentaments eren temporals.

## Sepultures

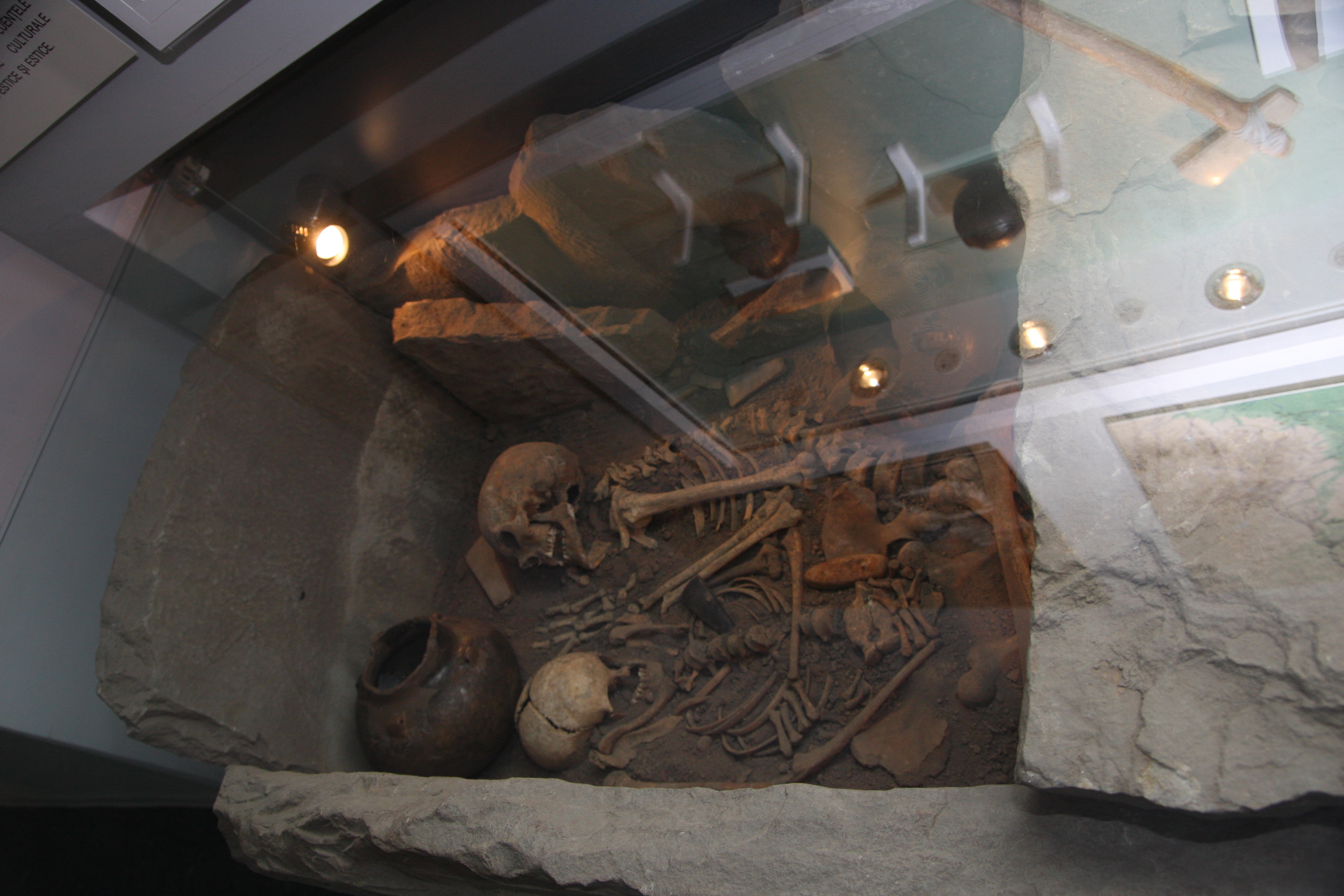
Tomba

La cultura de l'àmfora globular és coneguda principalment per les seves sepultures. Les inhumacions es feien en clots o en cistes. Es deixaven ofrenes a la tomba, com ara parts d'animals –com ara mandíbules de porc– o animals sencers, com bous. També es deixaven objectes com les àmfores globulars que donen nom a la cultura i destrals de pedra. Així mateix es troben sepultures de bestiar boví, sovint de dos amb dos, acompanyats per ofrenes. Existeixen a més a més sepultures secundàries en tombes megalítiques.

## Interpretació
Marija Gimbutas veu la inclusió d'animals a la tomba com una intrusió cultural. Gimbutas també tenia la hipòtesi que en aquesta cultura es practicava el satí –tradició que es va utilitzar a l'Índia fins al segle xx–, i també la veu com una intrusió cultural. Els partidaris de la hipòtesi dels kurganes de Gimbutas indiquen que aquestes pràctiques inhumatòries distintives demostren que aquesta cultura representa la segona ona migratòria de pobles indoeuropeus.